# La mariée est folle
Pour plus de détails, voir Fiche technique et Distribution.
La mariée est folle (The Bride Goes Wild) est un film américain en noir et blanc réalisé par Norman Taurog, sorti en 1948.

## Synopsis
Une institutrice conservatrice, Martha Terryton, remporte un concours de dessin : on lui confie l'illustration du nouveau livre de Greg Rawlins, célèbre auteur pour la jeunesse. Celui-ci est un coureur de jupons incorrigible qui boit trop. Son éditeur apprend à Martha que Greg a un problème d'alcool parce que son fils est un délinquant.

## Fiche technique
- Titre original : The Bride Goes Wild
- Titre français : La mariée est folle
- Réalisation : Norman Taurog, assisté de John Waters (non crédité)
- Scénario : Albert Beich
- Musique : Rudolph G. Kopp
- Photographie : Ray June
- Montage : George Boemler
- Société de production : Metro-Goldwyn-Mayer
- Pays de production :  États-Unis
- Langue originale : anglais américain
- Format : noir et blanc — 35 mm — 1,37:1 — son : mono
- Genre : Comédie romantique
- Durée : 98 minutes
- Dates de sortie :
  - États-Unis : 3 mars 1948
  - France : 24 juin 1949

## Distribution
- Van Johnson : Greg Rawlings
- June Allyson : Martha Terryton
- Jackie "Butch" Jenkins : Danny
- Hume Cronyn : John McGrath
- Una Merkel : Mlle Doberly
- Arlene Dahl : Tillie Smith Oliver
- Richard Derr : Bruce Kope Johnson
- Lloyd Corrigan : 'Pops'
- Elisabeth Risdon : Mme Carruthers
- Clara Blandick : tante Pewtie
- Kathleen Howard : Tante Susan
- Byron Foulger : Max
- Almira Sessions : Mlle Williams
- Robert Emmett Keane : un journaliste
- Jackie Searl : un serveur